# Jacques de Larosière
Cet article possède un paronyme, voir La Rosière.
Jacques de Larosière de Champfeu, né le 12 novembre 1929 à Paris, est un haut fonctionnaire et banquier français.
Il a été notamment directeur du Trésor (1974-1978), directeur général du Fonds monétaire international (1978-1987), gouverneur de la Banque de France (1987-1993) et président de la Banque européenne pour la reconstruction et le développement (1993-1998).

## Biographie

### Jeunesse et études
Jacques de Larosière de Champfeu est le fils de Robert de Larosière (1896-1970), capitaine de vaisseau, et d'Hugayte de Champfeu (1898-1986). Il effectue ses études secondaires au lycée Louis-le-Grand, où il obtient le baccalauréat. Il étudie ensuite à l'Institut d'études politiques de Paris (section Service public, promotion 1950), et obtient une licence de lettres et de droit.
Il choisit le corps de l'Inspection générale des finances au sortir de l'École nationale d'administration (promotion 1958, en même temps que Michel Rocard).
En 1960, il épouse France du Bos (décédée en 2017), descendante de l'ingénieur du corps des mines et de l’artillerie Jean-Baptiste Vaquette de Gribeauval, dont il a deux enfants, dont l'un est magistrat judiciaire (nommé premier président de la cour d'appel de Cayenne en 2015). C’est un descendant de Joseph Thebaud (en). Il est l’oncle du producteur Thierry Bizot.

### Parcours professionnel
Jacques de Larosière a tout d’abord été inspecteur adjoint (1958) puis inspecteur des finances (1960). Chargé de mission au service de l’inspection générale des finances (1961), à la direction des finances extérieures (1963), puis à la direction du Trésor (1965), il devient successivement sous-directeur des affaires multilatérales au service des affaires internationales à la direction du Trésor (1967-1971), avant d’être directeur adjoint, chef du service des prêts, garanties et autres interventions du Trésor (1971) puis chef du service des affaires internationales à la direction du Trésor (1971-1973) et chef du service des affaires financières à cette même direction (1973-1974). Il devient chargé d'enseignement en économie à l'Institut d'études politiques de Paris.
Après avoir été directeur du cabinet de Valéry Giscard d’Estaing, ministre de l’Économie et des Finances (janvier-mai 1974), Jacques de Larosière devient successivement directeur du Trésor après Claude Pierre-Brossolette (1974-1978), directeur général du Fonds monétaire international après Johan Witteveen (FMI) (1978-1987), et inspecteur général des finances (1981). En 1987, il accède au poste de gouverneur de la Banque de France après Michel Camdessus, poste qu’il occupe jusqu’en 1993. À la sortie de cette fonction, il devient président de la Banque européenne pour la reconstruction et le développement (BERD), succédant à Jacques Attali, démissionnaire (1993-1998).
Parallèlement, Jacques de Larosière a exercé de nombreuses fonctions et responsabilités : président du Comité d’examen des situations économiques et des problèmes de développement de l’Organisation de coopération et de développement économiques (1967-1971), administrateur de Renault (1971-1974), de la BNP Paribas (1973-1978), de Air France, de SNCF (1974-1978), et de l'Aérospatiale (1976-1978), président du Groupe des Dix (1976-1978), président des gouverneurs des banques centrales des pays du Groupe des Dix (1990).
Édouard Balladur lui propose le ministère des Finances lors de la formation de son gouvernement en mars 1993. La même année, le 3 mai 1993, il est élu à la section générale de l'Académie des sciences morales et politiques, au fauteuil du cardinal Henri de Lubac. Il est délégué de l'Académie à la séance de rentrée des Cinq Académies en octobre 2019, et prononce un discours critique à l'égard des taux d'intérêt négatifs. Il préside l’Association Internationale Cardinal de Lubac. Jacques Chirac désire le voir président de la Banque centrale européenne après avoir quitté la présidence de la Banque européenne pour la reconstruction et le développement.

### Autres activités
En 1998, date de la fin de son mandat à la BERD, il entre au service d'André Lévy-Lang, président de Paribas, comme conseiller aux affaires internationales, puis à la suite de la prise de contrôle de Paribas par la BNP, il poursuit cette mission de 1999 à 2008 auprès de Michel Pébereau, président de BNP Paribas ,,. À la suite de la crise financière de 2008-2009, il remet à la Commission européenne un rapport sur la régulation financière, dans lequel il demande un renforcement de la régulation du secteur financier et appelle à la création d'un mécanisme d'alerte précoce placé sous les auspices de la BCE,.
En juillet 2000, il est mis en examen pour « complicité de diffusion de fausses informations au marché et complicité de présentation et publication de comptes sociaux inexacts » dans l’affaire du Crédit Lyonnais. Il est renvoyé en correctionnelle le 16 juillet 2002 puis relaxé avec Jean-Claude Trichet le 18 juin 2003. La Cour d'appel de Paris confirme la relaxe le 23 février 2005. Le 17 mai 2006, la Cour de cassation rejette définitivement les pourvois formés contre l’arrêt de la cour d’appel de Paris.
Jacques de Larosière est enfin président du comité stratégique de l'Agence France Trésor depuis 2004, Chairman de The Per Jacobsson Foundation 1999-2004, Trustee de Reuters Founders Share Company Limited 1999-2004, Co-Président du « Comité spécial chargé des problèmes de prévention et de traitement de la dette des pays émergents » dans le cadre de l'Institut de Finance Internationale - IFI (2003-2010), Chairman Advisory Board MidEuropa Fund (2006), Co-Président du « Market Monitoring Group» - IIF - (2005), Member Advisory Board China Development Bank (2005 à 2008), Member of the Group of Trustees for the Principles for Emerging Markets, 2006, Membre du Conseil de Stichting NYSE Euronext et trustee de NYSE Group Trust I - the U.S. Trust - (2007-2014). Jacques de Larosière est administrateur de France Télécom (1998), Alstom (1998-2000) et de Power Corporation (1998-2001). Il est également président de l’Observatoire de l’Épargne Européenne et d’EUROFI (1997-2015), association regroupant de nombreux acteurs des secteurs bancaires et financiers européens. Il préside le comité chargé d’évaluer les candidatures pour la présidence de l’Autorité des marchés financiers.
En 2016, il publie 50 ans de crises financières, un livre dans lequel il dénonce les conséquences de l'effondrement du système mis en place avec les accords de Bretton Woods. L'avènement des changes flottants de 1971 sont, selon lui, à l’origine des déséquilibres structurels actuels qui pèsent sur l'économie mondiale. Il critique la création monétaire illimitée initiée aux États-Unis par la FED de Ben Bernanke, imitée ultérieurement, à une moindre échelle, par la BCE sous le nom de « quantitative easing », laquelle « n’est tout au plus qu’un palliatif lui-même source de dangers ». Il pointe du doigt la fuite en avant des politiques actuels qui ne laissent « aux générations futures que le choix entre payer une dette trop lourde ou la renier ».
Dans un entretien accordé au journal Le Figaro en 2021, Jacques de Larosière déplore le déclin économique de la France dont le niveau de vie par habitant est passé du 5e au 26e rang mondial depuis 1975. Il attribue ce déclassement au choc pétrolier de 1973, à la fiscalité française élevée qui pèse sur le pouvoir d'achats des ménages et la compétitivité des entreprises, et aux déficits publics structurels causés par des dépenses sociales trop importantes.
Lors d'un entretien sur TV5 Monde en octobre 2023, Jacques de Larosière se montre perplexe vis-à-vis de la politique restrictive de la Banque centrale européenne, depuis 2022, face à l'inflation, contredit l'idée d'un resserrement monétaire et précise que : « le taux d'intérêt réel a diminué depuis le début de cette politique de soi-disant restriction monétaire ».

## Publications
- L’euro, facteur d’avancée de l’Europe [sous la dir. de], Paris, Économica, 1999
- Recréer le système monétaire international avec Jean-Claude Trichet, Jean Baechler, et Michel Pebereau, Paris, Hermann, 2015
- 50 ans de crises financières, Paris, Odile Jacob, 2016, 272 p.  (ISBN 2738134025)
- Les lames de fond se rapprochent, Paris, Odile Jacob, 2017, 178 p.  (ISBN 2738138691)
- Les 10 préjugés qui nous mènent au désastre économique et financier, Paris, éditions Odile Jacob, 2018, 205 p. (ISBN 978-2-7381-4551-2)
- 40 ans d'égarements économiques, Paris, Odile Jacob, 2021.
- En finir avec le règne de l'illusion financière, Paris, Odile Jacob, 2022
- Le déclin français est-il réversible ?, Odile Jacob 2024

## Décorations et distinctions

### Décorations françaises
- Grand-croix de la Légion d'honneur (2025)[21].
- Grand-croix de l'ordre national du Mérite (2018)[22].

### Décorations étrangères
- Grand-croix de l'ordre du Libérateur San Martín (Argentine)
- Grand-officier de l'ordre de la Croix de Terra Mariana (Estonie)
- Première classe de l'ordre du Trésor sacré (Japon)[23]
- Membre de l'ordre de l'Empire britannique (Royaume-Uni)[24]
- Grand-croix de l'ordre de l'Aigle aztèque (Mexique)[25]

### Distinctions
- Membre de la Société Française des Cincinnati.

### Sources
- Dictionnaire historique des inspecteurs des Finances 1801-2009, Institut de la gestion publique et du développement économique, 2012